# Аспарух
Вижте пояснителната страница за други личности с името Хан Аспарух.
Аспару̀х (или Испор, Исперих, Есперих, Есперерих, Аспар-хрук, Батий) е български владетел, основател на Дунавска България. Той е трети син на Кубрат, основателя на Стара Велика България.

## Произход и дейност до 680 г.
Аспарух произхожда от рода Дуло, който е управляващ род в Стара Велика България от 628 г. Не е известна точната година на неговото раждане, но се предполага че е загинал ок. 700 г. в битка с хазарите. В Именник на българските ханове се казва, че е живял 61 години т.е. трябва да е роден ок. 639 – 640 г.  След завладяването на Стара Велика България от хазарите през 668 г. част от племената кутригури и част от уногундурите, начело с Аспарух се насочват към река Днепър, където временно остават. Предвид постоянната заплаха от хазарски атаки от изток Аспарух с групата си продължава на югозапад и достига около 671 г. устието на река Дунав. Не би могло да се предполага някаква първоначална враждебност от страна на Аспарух спрямо Византия на чиито граници се заселил. Преследван от хазарите и чувствайки се от една страна в недостатъчна безопасност в новото си местоживеене, а от друга – слаб поради малобройността на ордата си, той е принуден да търси съюз с византийците. Последвалото преминаване на Дунав става със съгласието на византийското правителство, което определя място за поселението в зоната около устието на Дунав, вероятно на изчезналия остров Певки, като възлага на прабългарите охранителни функции.
Възползвайки се от критичното положение на Империята в този период, Аспарух постепенно започва да разширява владенията си в Малка Скития. Така той по-късно достига до най-тясното място между Дунав и Черно море (днешния Канал Дунав – Черно море), където е спрян от византийско укрепление – земен вал и ров. Това обстоятелство, както и тревогата от евентуално подчинение и включване на дунавските славяни в нов племенен съюз провокира и похода на император Константин IV Погонат срещу прабългарите през 680 г. Реално тази война е провокирана през 672 г. със завладяването от прабългарите на част от Северна Добруджа, но до 679 г. Византия е ангажирана с тежкия конфликт с Арабския халифат, достигнал върха си с обсадата на Константинопол между 674 и 678 г. Византийските хронисти разказват за неколкократни грабителски походи на прабългарите в пределите на Византия, но ангажираността на империята на юг не ѝ позволявала нищо освен чисто пасивни, отбранителни действия. Разгромът на арабите дава възможност на способния и енергичен император Константин IV да насочи вече активно вниманието си на север и да направи опит да отблъсне прабългарската заплаха.

## Битка при Онгъла
През пролетта на 680 г. преди решаващата битка при Онгъла византийска армия се придвижва по суша и море до делтата на Дунав. Виждайки числеността на многобройния противник, прабългарската войска се оттегля в укрепление, издигнато на остров Певки. Отдалечеността и откъснатостта на военните действия в периферията на империята води до трудности свързани със снабдяването на византийската армия. От друга страна е налице практическа невъзможност да бъде щурмувано прабългарското укрепление на острова. Започва обсада, но отпътуването на императора към Месемврия за лечение на подаграта от която страда, допълнително понижава бойния дух на византийците. Със заминаването на императора се разнася слух, че той бяга. Това е достатъчно да накара армията да започне отстъпление. Такива са и инструкциите на императора – за лъжлива маневра с цел да бъде накаран врага да напусне острова, за да го атакуват. В тази обстановка прабългарската армия се възползва от създалата се психологическа ситуация и неочаквано атакува превъзхождащата я в пъти византийска войска, като ѝ нанася поражение.

## Дейност от 681 до 701 г.
След отстъплението на византийците на практика по-голямата част от Мизия остава извън контрола на Империята. Като сключва военно-племенен съюз със седемте славянски племена и северите си осигурява съюзници наоколо, Аспарух се укрепва отново в Мала Скития. Той обаче започва поетапно да напада близките византийски области на юг от Стара планина, използвайки умело политическата и военна ситуация. Развоят на събитията принуждава византийското правителство да поиска мир и през пролетта на 681 г. в Константинопол е сключен договор. С него Византия отстъпва на България областта Долна Мизия до река Искър, но без град Одесос и околното крайбрежие. Това всъщност е формално, тъй като византийска власт над тези земи фактически липсва поради непрекъснатите варварски нахлувания и перманентните вълни от славянски заселници. България същевременно се съгласява да преустанови набезите отвъд Стара планина. Уредени са и търговските отношения между двете страни. След като сключва мир с Константин IV Погонат, Аспарух не тревожи Византия до 686 г., когато Погонат умира от дизентерия.
На юг договорът от 681 г. изглежда само временно възпира български нахлувания и грабежи във Византийска Тракия. Източниците свидетелстват за едно по-значително навлизане през 688 г., когато българските войски нападат византийските при устието на река Марица при връщането им от поход в Южна Македония (походът на Юстиниан II срещу македонските славяни). Сведенията за изхода от сражението са неясни и явно то е без категорична победа за българите или за ромеите, но Византия успява да пресели значителни славянски маси в Мала Азия, каквато е една от целите на нейните действия. Други източници обаче сочат инициативата у Византия в опит за реванш за 680 г. и независимо от похода срещу македонските славяни. Според тях военните действия започват през 688 и продължават до 689 – 690 г. Първоначално щастието е на византийска страна, но на връщане юстиниановите войски са издебнати от българите някъде в Тракия и претърпяват тежко поражение. Впрочем конфликтът няма трайни последици за нито една от страните.
На северозапад съществува напрежение между прабългари и авари още от времето на Кубрат. При Аспарух са спорни земите между река Искър, Стара планина, река Олт и Карпатите. Макар изходът от него да е неясен, несъмненото присъствие в територията на България занапред на горепосочените земи подсказва за успешния му за България изход. В този период главната заплаха за българската териториална цялост идва на североизток от Дунава, откъм Хазарския хаганат. Няма съмнение, че отстояването на границата по река Днепър (според някои изследователи – Днестър) е най-важната външнополитическа задача за Аспарух. За значителната опасност свидетелстват и големият брой отбранителни валове, изградени в Добруджа и Влашко против заплахата от север. Най-вероятно е военните действия между двете държави да са непрекъснати през целия период. Въпреки това в отделни моменти несъмнено има и значителни настъпления на запад, обуславящи и личното участие на Аспарух във военните действия. Съществува хипотеза, че археологическият паметник при Вознесенка на брега на река Днепър е гробът на Аспарух, макар че предназначението на обекта и връзката му с прабългарите е спорна.

## Исперихови прабългари
Исперих преминава река Дунав с група, която е с неустановена численост и произход. Тези въпроси пораждат многобройни дискусии сред учените. На този етап не може да се даде прецизна оценка за числеността и етническия произход на аспаруховите прабългари. Дълго време се мята, че това са тюркски номади, а числеността им е няколко десетки хиляди души. Причините за това са много. Такава е сведението Михаил Сирийски, че Аспаруховата орда е наброявала общо 10 000 души, което някои историци тълкуват, че се отнася за броя на мъжете годни да носят оръжие. Това твърдение се допълва от известието, че Тервел тръгва с армия от 12 000 конника за Константинопол през 705 г. С днешна дата някои историци твърдят, че Исперих може да е дошъл начело на високоразвит ирански народ, състоящ се от стотици хиляди.

## Оценка на управлението
В годините на тежка криза Аспарух е човекът, създал Първата българска държава и утвърдил ролята ѝ на европейската политическа сцена. Повечето български и чуждестранни автори приемат, че основите на Българската държава са положени от Аспарух през 679 – 681 година на територията на тогавашната византийска провинция Долна Мизия. Някои медиевисти подкрепят хипотезата, че съществува континуитет между завладяната от хазарите през 668 г. Стара Велика България и създадената от Аспарух през 681 г. българска държава на Дунав. Съществуват и мнения, че  Аспарух поставя ново начало на вече съществуващата държавотворна традиция на прабългарите, като в същото време зазпазва културните и религиозните традиции на предците си.

## Съвременни аспекти
Аспарух е избран под номер 3 в класацията „Великите българи“ на Българската национална телевизия. Името му носи град Исперих и на него са наречени улици в много български градове. На основателя на България са посветени и много книги и филми. Сред най-големите мостове в България е Аспаруховият мост във Варна.

## Неясноти около името
„Аспарух“ е име, за което някои учени предполагат, че е от ирански произход. Някои историци считат, че съставено е от средноперсийските думи aspa – кон, и rukh – душа, дух, т.е. „този, който има духа на кон“. В Московския препис на Именника на българските ханове фигурират имената Исперих и Сперерих, а в Петроградския препис Исперих и Есперих. В този смисъл съществуват и теории, че Аспарух е лоша транслитерация на неправилен арменски превод, където владетелят е споменат като Аспар - хрук. В открития от Иван Дуйчев Апокрифен летопис от XIII век името е предадено като Испор.  Някои изследователи допускат, че наставката -рих не е част от името. Основание за това предположение те търсят във факта, че тази наставка съществува и в името Телериг/Телерих. Стефан Чурешки допуска готски влияния. Той отбелязва, че съществуват готски имена като Гедарих и Ерменрик (име и вестготски крал с името Аларих). На свой ред Йордан Вълчев не изключва наставката -рих да е някаква владетелска титла, прибавена към името Испер.
Във Вознесенския археологически комплекс е намерен медальон с орел и на него има монограм с букви. Пламен Цонев разчита монограма като Еспор. Този прочит е потвърден и от проф. Прицак и Петър Добрев. Интересно е, че тълкуванието на Прицак на база на иранските езици е именно „орел“. Добрев счита че звукът „е“ преминава в „и“ и двете думи Еспор и Испор са еквивалентни.

## Памет
На хан Аспарух е наречена улица в квартал „Горубляне“ в София (Карта).

## Прочетете още
- Паметници на кан Аспарух